# Портрет Людвига Вальмодена
«Портрет Людвига Вальмодена» — картина Джорджа Доу и его мастерской из Военной галереи Зимнего дворца.
Картина представляет собой погрудный портрет генерал-лейтенанта князя Людвига Георга Теодора Вальмодена-Гимборна из состава Военной галереи Зимнего дворца.
В 1812 году Вальмоден состоял в австрийской службе с чином фельдмаршал-лейтенанта и в марте 1813 года поступил в русскую армию генерал-лейтенантом и возглавил Русско-немецкий легион. Особо отличился в сражении при Денневице и далее командовал корпусом в Северной армии. По окончании Наполеоновских войн вернулся на австрийскую службу.
Изображён в генеральском мундире, введённом для кавалерийских генералов 6 апреля 1814 года, на плечо наброшена шинель. На шее крест ордена Св. Георгия 3-го класса и крест английского ордена Бани; справа на груди крест австрийского Военного ордена Марии Терезии 3-й степени, серебряная медаль «В память Отечественной войны 1812 года» на Андреевской ленте, бронзовая дворянская медаль «В память Отечественной войны 1812 года» на Владимирской ленте и знак шведского Военного ордена Меча 2-й степени. С тыльной стороны картины надпись: Walmoden. Подпись на раме: Графъ Вальмоденъ, Генер. Лейтенантъ. Поскольку Вальмоден являлся иностранным подданным и в Отечественной войне 1812 года участия не принимал, то обе изображённые медали ему не были положены и соответственно он ими не награждался — это грубая ошибка художника.
7 августа 1820 года Вальмоден был включён в список «генералов, о которых Комитет не решается делать заключения, так как они находятся в иностранной службе» и 10 августа 1821 года император Александр I повелел написать его портрет. Гонорар за работу Доу был выплачен 21 июня 1827 года. Готовый портрет был принят в Эрмитаж 8 июля 1827 года. Поскольку предыдущая сдача готовых галерейных портретов произошла 18 октября 1826 года, то написание данного портрета вероятно следует датировать между октябрём 1826 года и июлем 1827 года. Если эту датировку принять за верную, то Доу ошибочно не изобразил на портрете орден Св. Анны 1-й степени с алмазными знаками, которым Вальмоден был награждён в 1821 году.